# Muricinae
Die Muricinae sind eine Unterfamilie der Stachelschnecken (Muricidae) innerhalb der Neogastropoda. Sie umfasst nach aktuellem Kenntnisstand insgesamt etwa 780 valide Namen. Davon entfallen 378 auf fossile, 400 auf rezente Arten.

## Merkmale
Die Gehäuse sind spindelförmig mit einem offenen Siphonalkanal. Die Spiralskulptur besteht aus Varizen (erhabene axiale Skulpturelemente deutlicher als Rippen) und spiraligen Knotenreihen: infrasuturale Leisten (IP), sechs Leisten auf dem konvexen Teil der Windung (P1 bis P6), adapikale Leiste des Siphonalkanals (ADP) und die extremen adapikalen Leisten des Siphonalkanals (EAB1 bis 3). Die internen Zähnchen der Außenlippe sind nur schwach entwickelt. Der Protoconch weist auf eine planktotrophe Entwicklung hin. Er ist konisch, die Oberfläche glatt oder mit einer gekörnelten Mikrostruktur. Die Schale besteht ausschließlich aus aragonitischen Lagen. Der Nucleus (Kern) des Operculum sitzt subapikal (d. h. unter dem Apex des Operculums). Die Radula besteht us einer einheitlichen Zahnplatte mit einem lateralen Zähnchen, einer lateralen Spitze, einer zentralen Spitze, einer lateralen Spitze und einem lateralen Zähnchen.

## Systematik
Die Untergliederung der Stachelschnecken (Muricidae) in insgesamt zehn Unterfamilien basiert vor allem auf der Arbeit von Bouchet & Rocroi (2005), die durch Auswertung aktueller morphologischer und molekularer Daten auch die Unterfamilie der Muricinae abgrenzten. Nach dem Stand der Kenntnisse dürfte es sich bei dieser Unterfamilie jedoch um ein polyphyletisches Taxon handeln. Nach traditioneller Auffassung umfasst die Gruppe 47 Gattungen und Untergattungen. Diese lassen sich fünf informellen Gruppen zuordnen:
1. Muricinae (s. s.)-Gruppe
- Murex (s. s.) Linnaeus, 1758
- M. (Promurex) Ponder & Vokes, 1988
- Haustellum Schumacher, 1817
- Vokesimurex Petuch, 1994
- Siratus Jousseaume, 1880
- Bolinus Pusch, 1837
- Hexaplex (s. s.) Perry, 1811
- H. (Muricanthus) Swainson, 1840
- H. (Trunculariopsis) Cossmann, 1921
- Chicoreus (s. s.) Montfort, 1810
- C. (Chicopinnatus) Houart, 1992
- C. (Rhizophorimurex) Oyama, 1950
- C. (Triplex) Perry, 1810
- Chicomurex Arakawa, 1964
- Phyllonotus Swainson, 1833
- Naquetia Jousseaume, 1880

2. Pterynotus-Textilomurex-Gruppe
- Pterynotus (s. s.) Swainson, 1833
- P. (Pterymarchia) Houart, 1995
- Textiliomurex Merle, 2011

3. Gruppe basaler Muricidae
- Timbellus de Gregorio, 1885
- Pterochelus Jousseaume, 1880
- Purpurellus Jousseaume, 1880
- Ponderia Houart, 1986
- Prototyphis Ponder, 1972
- Poirieria (s. s.) Jousseaume, 1880
- P. (Actinotrophon) Dall, 1902
- P. (Caelobassus) Stilwell & Zinsmeister, 1992
- P. (Pagodula) Monterosato, 1884
- Paziella (s.s) Jousseaume, 1880
- P. (Bouchetia) Houart & Héros, 2008
- P. (Flexopteron) Shuto, 1969
- Crassimurex (s. s.) Merle, 1990
- C. (Eopaziella) Gürs, 2001
- Harmatia Noszky, 1940
- Gamurex Merle, 2011
- Falsimuricopsis Merle, 2011

4. Calotrophon-Attiliosa-Gruppe
- Calotrophon (s. s.) Hertlein & Strong, 1951
- C. (Acantholabia) Olsson & Harbison, 1953
- C. (Panamurex) Woodring, 1959
- Attiliosa Emerson, 1968

5. Aspelloid-Gruppe
- Aspella Mörch, 1877
- Dermomurex (s. s.) Monterosato, 1890
- D. (Gracilimurex) Thiele, 1929
- D. (Takia) Kuroda, 1953
- D. (Trialatella) Berry, 1964
- D. (Viator) Vokes, 1974
- Ingensia Houart, 2001

Insbesondere die Eingruppierung der vier letztgenannten Gruppen in die Unterfamilie der Muricinae erscheint derzeit provisorisch. Eine Umgruppierung könnte, basierend auf neuen molekularen Daten, notwendig werden.